# Freycinetia trachypoda
Freycinetia trachypoda är en enhjärtbladig växtart som beskrevs av Elmer Drew Merrill och Lily May Perry. Freycinetia trachypoda ingår i släktet Freycinetia och familjen Pandanaceae. Inga underarter finns listade.